# Kobrow
Kobrow település Németországban, Mecklenburg-Elő-Pomeránia tartományban. Lakosainak száma 397 fő (2023. december 31.).

## Népesség
A település népességének változása:
| Lakosok száma | 418  | 402  | 408  | 405  | 397  |
|               | 2017 | 2019 | 2021 | 2022 | 2023 |